# 拉包
拉包（德語：Raabau）是奥地利施泰尔马克州的一个旧市镇，属于东南施泰尔马克县。该旧市镇总面积为4平方千米，截至2022年1月1日总人口为595人。2015年1月1日，拉包与临近的5个市镇并入市镇费尔德巴赫。